# トッド郡 (ミネソタ州)
トッド郡 (Todd County) は、アメリカ合衆国ミネソタ州に位置する郡。郡庁所在地は、Long Prairie。

## 地理
アメリカ合衆国統計局によると、この郡は総面積2,536 km2 (979 mi2) である。このうち2,440 km2 (942 mi2) が陸地で97 km2 (37 mi2) が水地域である。総面積の3.81%が水地域となっている。

### 隣接する郡
- ワデナ郡  (北)
- カス郡  (北東)
- モリソン郡  (東)
- スターンズ郡  (南)
- ダグラス郡  (西)
- オッターテイル郡  (北西)

## 人口動勢
2000年現在の国勢調査で、この郡は人口24,426人、9,342世帯、及び6,511家族が暮らしている。人口密度は10/km2 (26/mi2) である。5/km2 (13/mi2) の平均的な密度に11,900軒の住宅が建っている。この都市の人種的な構成は白人97.54%、アフリカン・アメリカン0.11%、先住民0.48%、アジア0.31%、太平洋諸島系0.01%、その他の人種0.72%、及び混血0.82%である。ここの人口の1.90%はヒスパニックまたはラテン系である。
この郡内の住民は27.40%が18歳未満の未成年、18歳以上24歳以下が8.10%、25歳以上44歳以下が24.70%、45歳以上64歳以下が23.80%、及び65歳以上が16.10%にわたっている。中央値年齢は38歳である。女性100人ごとに対して男性は101.80人である。18歳以上の女性100人ごとに対して男性は102.00人である。
この郡内の世帯ごとの平均的な収入は32,281米ドルであり、家族ごとの平均的な収入は39,920米ドルである。男性は28,630米ドルに対して女性は20,287米ドルの平均的な収入がある。この郡の一人当たりの収入 (per capita income) は15,658米ドルである。人口の12.90%及び家族の9.60%は貧困線以下である。全人口のうち18歳未満の14.60%及び65歳以上の13.50%は貧困線以下の生活を送っている。

## 都市及び町

### 都市
- Bertha
- Browerville
- Burtrum
- Clarissa
- イーグルベンド
- Grey Eagle
- Hewitt
- Long Prairie
- Osakis[注釈 1]
- Staples[注釈 2]
- ウエストユニオン

### 郡区
- Bartlett Township
- Bertha Township
- Birchdale Township
- Bruce Township
- Burleene Township
- Burnhamville Township
- Eagle Valley Township
- Fawn Lake Township
- Germania Township
- Gordon Township
- Grey Eagle Township
- Hartford Township
- Iona Township
- Kandota Township
- Leslie Township
- Little Elk Township
- Little Sauk Township
- Long Prairie Township
- Moran Township
- Reynolds Township
- Round Prairie Township
- Staples Township
- Stowe Prairie Township
- Turtle Creek Township
- Villard Township
- ワード郡区
- ウエストユニオン郡区
- Wykeham Township